# ジャン・フーケ
ジャン・フーケ（仏: Jean Fouquet, 1415年 / 1420年頃 - 1478年 / 1481年頃）は、15世紀のフランス人画家。板絵と装飾写本に優れた作品を残し、肖像ミニアチュール (en:portrait miniature) に革新をもたらした。イタリアに旅し、当時勃興しつつあった初期ルネサンスをフランスに紹介した最初の芸術家である。

## 生涯
フーケはフランスのトゥールに生まれた。その生涯についてはほとんど伝わっていないが、1447年以前にイタリアを訪れていたことは確実視されている。これは、フーケがイタリアで、1447年に死去したローマ教皇エウゲニウス4世（在位1431年 - 1447年）の肖像画を描いているためである。しかしながら、フーケが描いた肖像画は残っておらず、現存しているのは模写のみとなっている。後にフランスへと帰郷したフーケは、イタリアで学んだ、初期フランドル派の画家ヤン・ファン・エイクの作風と密接に関係していたトスカーナの絵画様式を、15世紀初頭のフランス絵画の叙情的作風に融合させた。このフーケの作風が、フランスの重要な美術の学派を形成していくこととなる。フーケは、フランス王シャルル7世、シャルル7世とルイ11世に使えた廷臣エティエンヌ・シュヴァリエ (en:Étienne Chevalier)、一等書記官ギヨーム・ジュヴネル・デ・ジュルサン (en:Guillaume Jouvenel des Ursins) ら、フランス王宮の上流階級からの依頼で絵画を制作した。晩年にはフランス王ルイ11世の宮廷画家にも任命されている。フーケが宮廷人から依頼されて描いた作品は、イングランドとの百年戦争を通じてフランス人の愛国心をより強固なものにしようと画策した、フランス宮廷の思惑と密接な関係がある。

## 作品

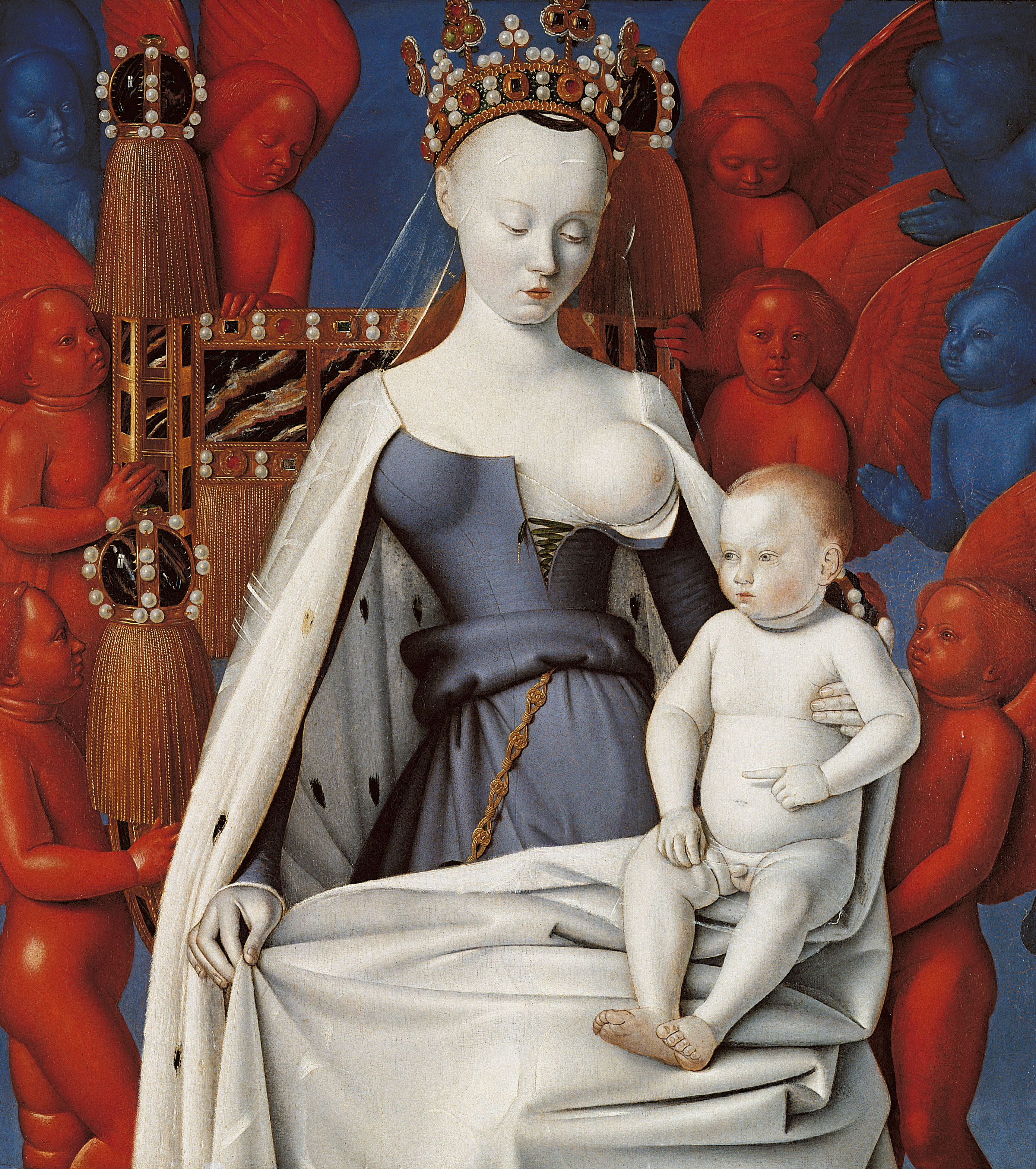
『ムランの二連祭壇画 』の右翼パネル『聖母子と天使たち』（1452年）
アントワープ王立美術館

フーケは細部にわたる正確な描写力、限られたスペースの小さな作品でも人物の性格を明確に描き分ける能力を持っていた。このことが、フーケが卓越した装飾写本作家であるという、フランス美術史上に確固たる地位をもたらした。パリのフランス国立図書館で開催された「初期フランス派展 (French Primitives )」にフーケの描いた肖像画と祭壇画が出品されている。この展覧会にはヨーロッパ各地から見物人が集まり、これ以降フーケの画家としての重要性が広く知られるようになった。
フーケが描いたもっとも重要な絵画の一つが、1452年の『ムランの二連祭壇画』 と呼ばれる作品である。2枚の板で構成された油彩の二連祭壇画で、現在ベルリンの絵画館が所蔵する左翼には、エティエンヌ・シュヴァリエとその守護聖人ステファノが描かれている。アントワープ王立美術館が所蔵する右翼には、赤一色と青一色に塗り分けられた天使たちに囲まれる、青白い肌をした聖母子が描かれている。17世紀以来、この聖母マリアはシャルル7世の愛妾アニェス・ソレルがモデルであるといわれている。そのほか、ルーヴル美術館にはフーケが油彩で描いたシャルル7世の肖像画、ヴィルツェク伯爵の肖像画、ギヨーム・ジュヴネル・デ・ジュルサンの肖像画、さらにパステルで描かれたモデル未詳の肖像画が所蔵されている。フーケはミニアチュールとして1450年に自画像を描いた。ヤン・ファン・エイクの1433年に描いた『ターバンの男の肖像』が自画像ではないとすれば、現存する西洋美術の絵画で最古の自画像ということになる。
フーケの手による装飾写本やミニアチュールは多数が現存している。シャンティイ城付属のコンデ美術館 (fr:Musée Condé) には、1461年に制作された『エティエンヌ・シュヴァリエの時祷書』 (en:Hours of Étienne Chevalier) 由来のミニアチュール40点が所蔵されている。また、フーケは非常に有名な装飾写本である『フランス大年代記』 (en:Grandes Chroniques de France) の複製を、おそらくはシャルル7世か、その宮廷人からの依頼で制作している。フランス国立図書館が所蔵するフラウィウス・ヨセフスの『ユダヤ古代誌』のフランス語翻訳書には14点のミニアチュールが描かれており、このうち11点はフーケの作品である。この『ユダヤ古代誌』の第二巻は後に散逸してしまっていたが、1903年にオリジナルのミニアチュール13点のうちわずかに1点しか残っていない状態でロンドンで売られているのが発見され、イギリスの装飾写本収集家ヘンリー・イェーツ・トンプソン (en:Henry Yates Thompson) が購入してフランスへ返還した。

## 技法と構成
|  |  |  |

構図は事前に慎重に練られた。彼は黄金比、正多角形、円に基づいた構成によって、鑑賞者の注目を集める技術を熟知していた。
円に関しては、習慣的に中心円と画面の上半分に書かれたもう一つの円を使っていた。2つの円は互いに真価を発揮している。第一の円が全体を、第2の円が部分を演出する。左の2枚の絵により、画面の幅と長さの変化が2つの円に影響を与えている事が示されている。
左の1枚目の絵では大きな中心円が顔、両腕、両手を形作る一方で、小さい円が顔と帽子を縁取る。2枚目のシャルル7世の肖像では、小さい円が顔、帽子、襟を形作り、大きな円は両手、両腕、カーテンの位置を決定している。
下左、3枚目のピエタは多くの絵を縦長で描いていたため、不慣れであった横長の絵である。2つの円によって構図が組み立てられているが、どこか奇妙に感じられる。これは水平に配置された2つの円より垂直に配置された円の方が鑑賞者が目で追いやすいためだと考えられる。或いは熟達した鑑賞者は絵の左側より先に右に目がいくものだという事を無視したためだとも考えられる。4枚目では、画家は2つの垂直円の使用をやめて、画面上部に接触するたった1つの円で構成している。
黄金比に関しては古代から知られていたが、ルネサンス時代には完全な比率と考えられ、非常に多く使われた。
黄金比の正確な値は、{\displaystyle \varphi ={\frac {1+{\sqrt {5}}}{2}}\approx 1,618\,}　である。
ピュタゴラス教団は、彼らが完全な形と考えた正方形と円を用いた幾何学的な方法でこれを導き出した。

図のAS (a) はAB (a+b) の黄金比である。SB （b） もまたAS (a) の黄金比である。
フーケは画面の全幅を全高に対する黄金比で割り出していた。2枚目のシャルル7世の絵では王の顔を決定付ける左右対称の垂直の2本の平行線をたどる2つの黄金比が使われている。4枚目の絵では、黄金比による垂直線の1本が馬上の人物の位置を決めており、水平の線は路上に立つ人物の上限を決めるために使われている。

## ギャラリー

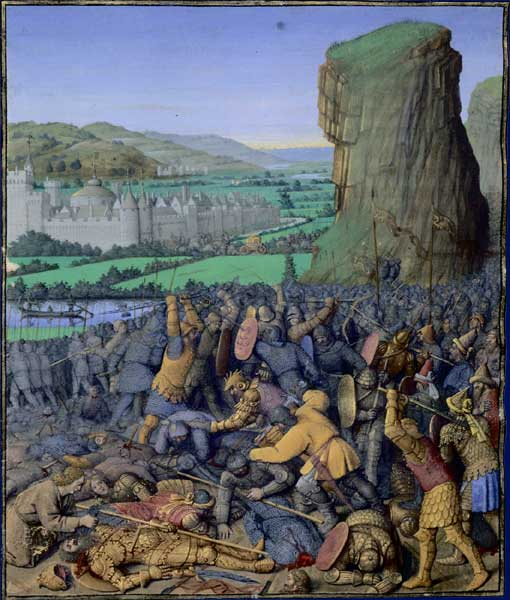
『ギルボアの戦い』（1470年頃） 『ユダヤ古代誌』フランス語翻訳版のミニアチュール。
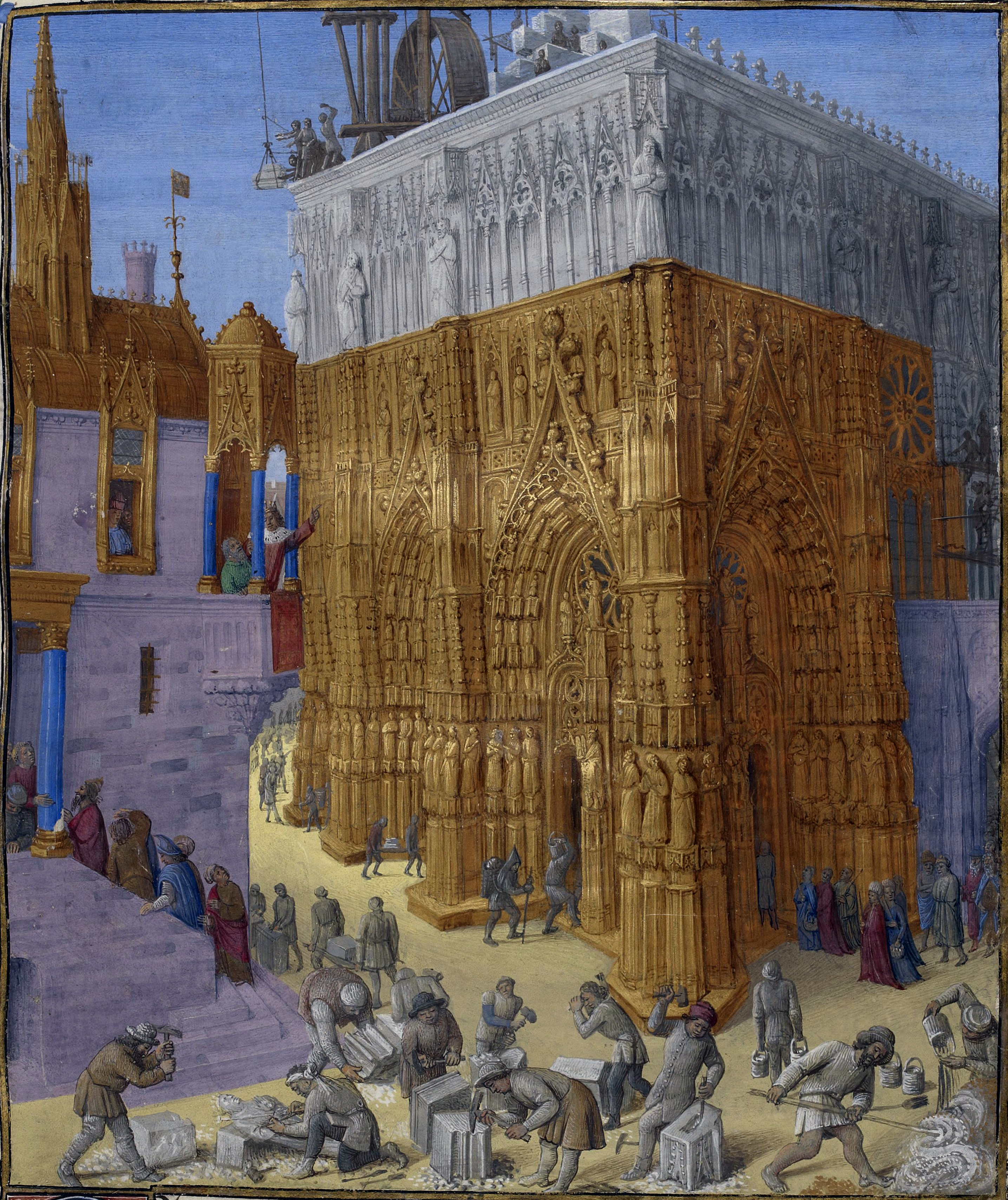
『エルサレム神殿建設』（1470年頃） 『ユダヤ古代誌』フランス語翻訳版のミニアチュール。
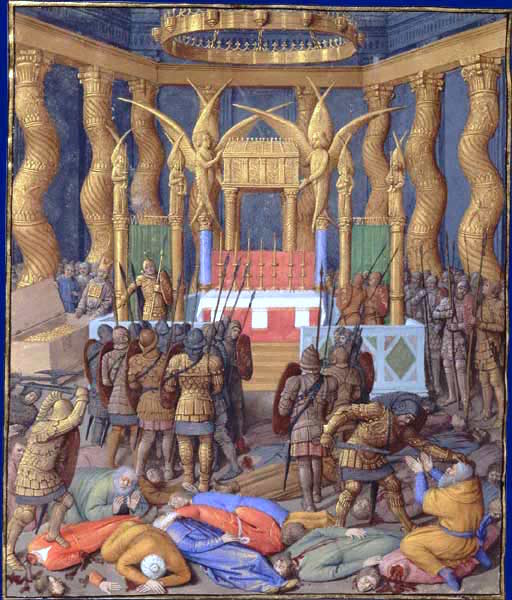
『エルサレム神殿のポンペイウス』（1470年頃） 『ユダヤ古代誌』フランス語翻訳版のミニアチュール。
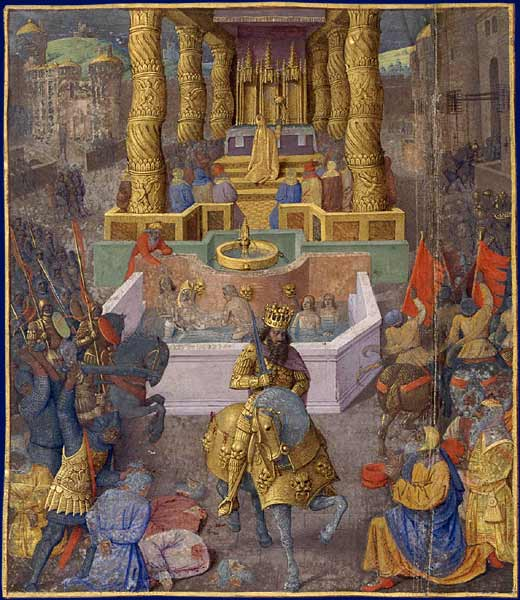
『ヘロデ大王のエルサレム占領』（1470年頃） 『ユダヤ古代誌』フランス語翻訳版のミニアチュール。
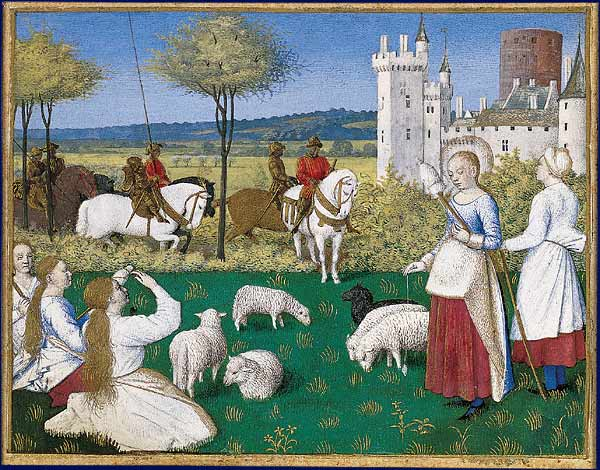
『聖マルガリタ』（1460年以前） 『エティエンヌ・シュヴァリエの時祷書』のミニアチュール。
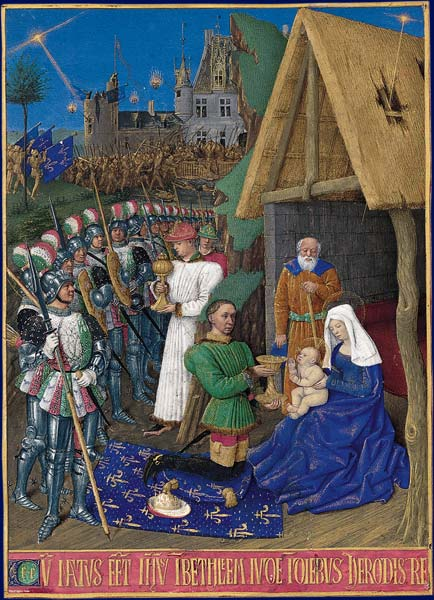
『三賢者の礼拝』（1460年以前） 『エティエンヌ・シュヴァリエの時祷書』のミニアチュール。東方の三賢者に仮託して、フランス王シャルル7世、子息ルイ、シャルルの三名の肖像が描かれているといわれている。
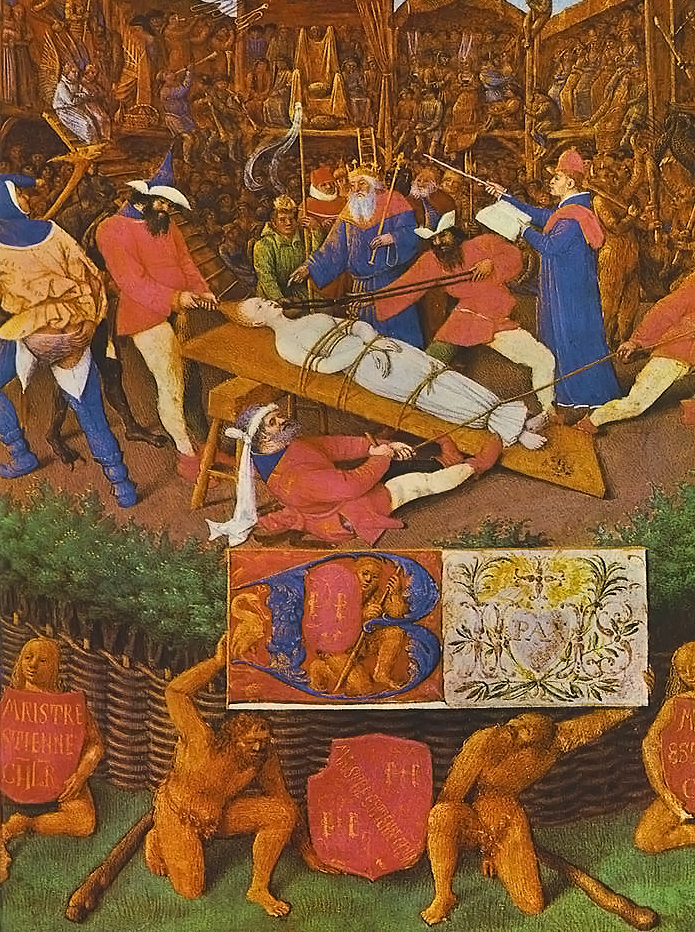
『聖アポロニアの殉教』（1460年以前） 『エティエンヌ・シュヴァリエの時祷書』のミニアチュール。
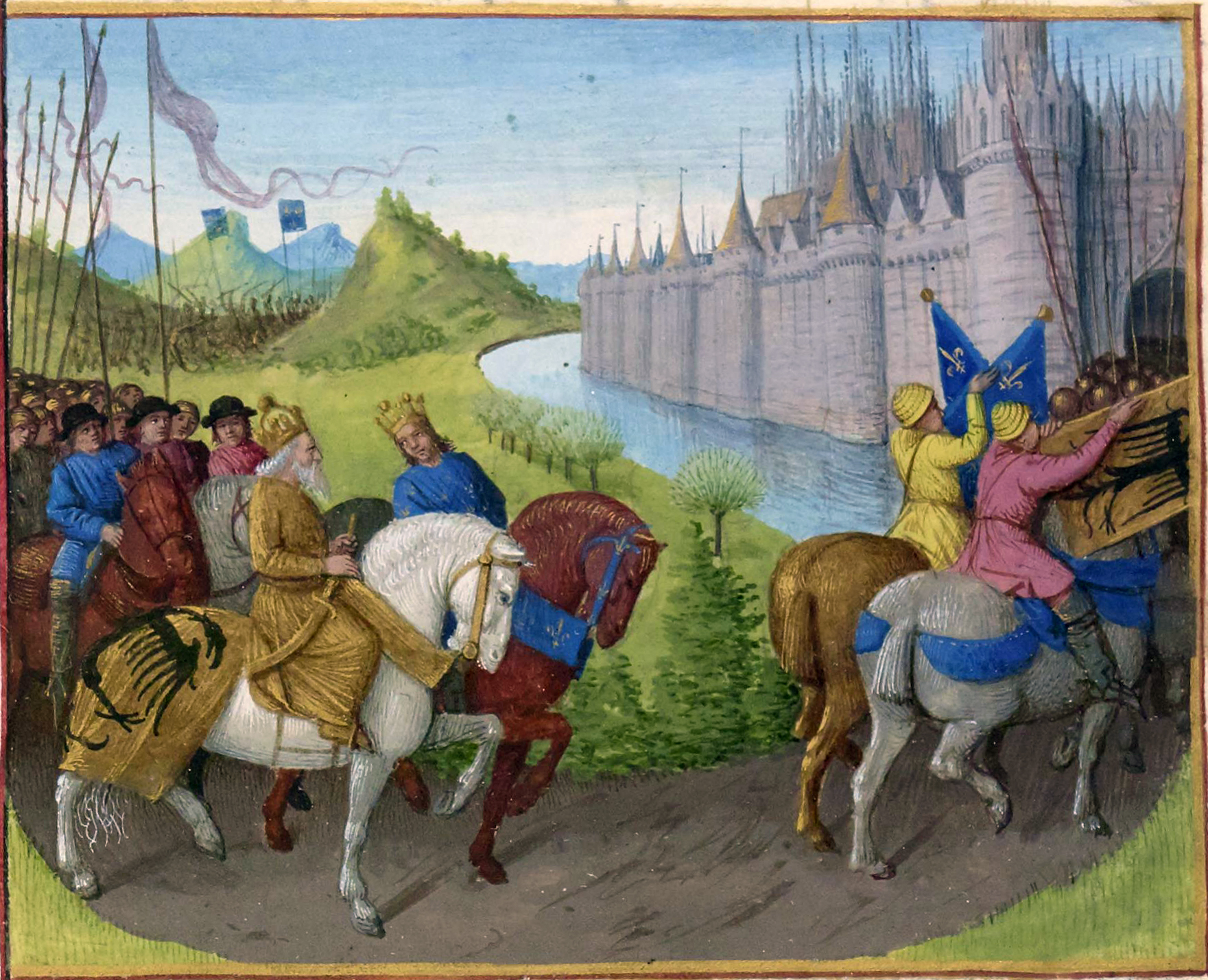
『コンスタンティンノープルに進軍する十字軍』（1455年頃） 『フランス大年代記』のミニアチュール。
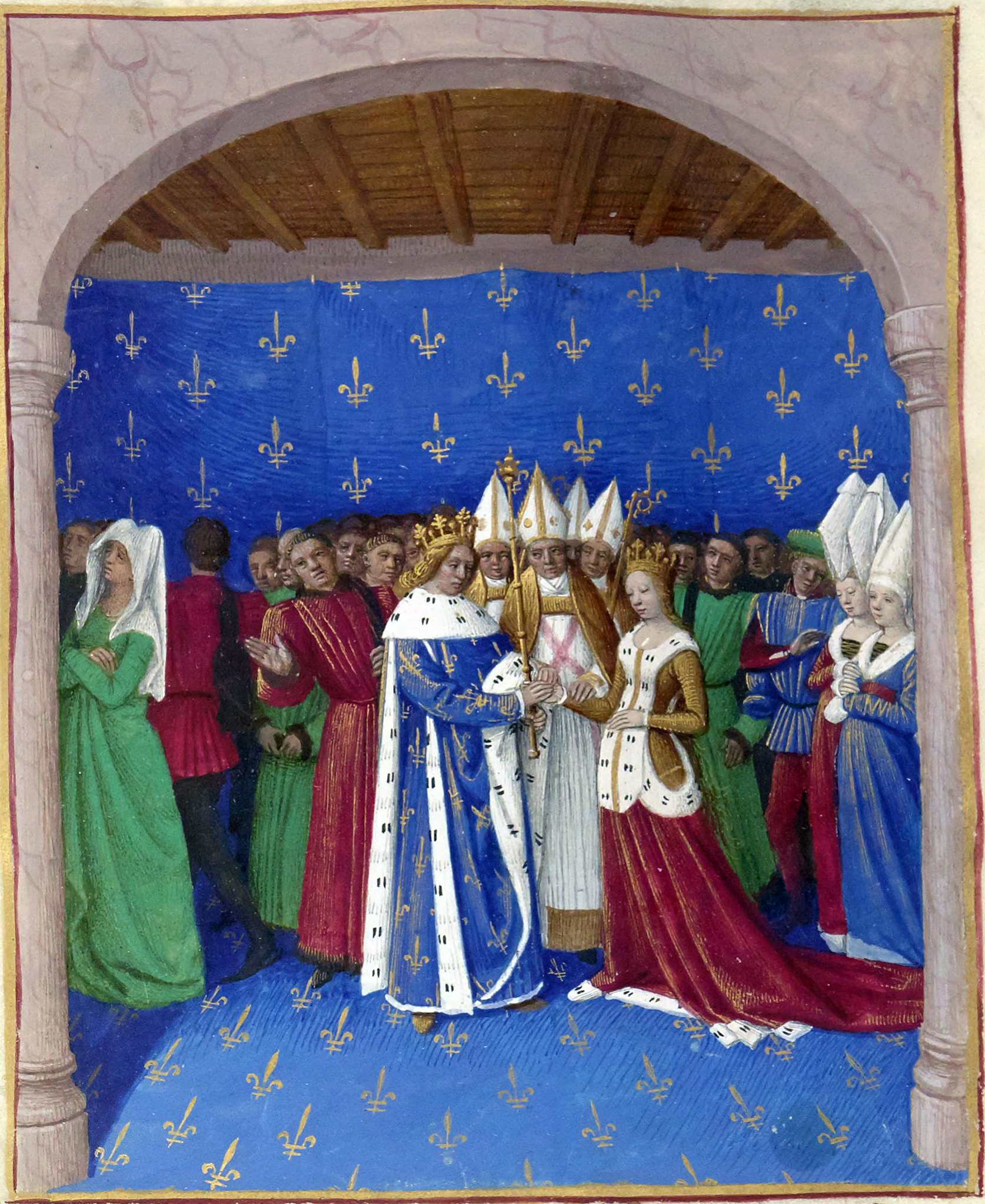
『シャルル4世とマリー・ド・リュクサンブールの婚礼』（1455年頃） 『フランス大年代記』のミニアチュール。
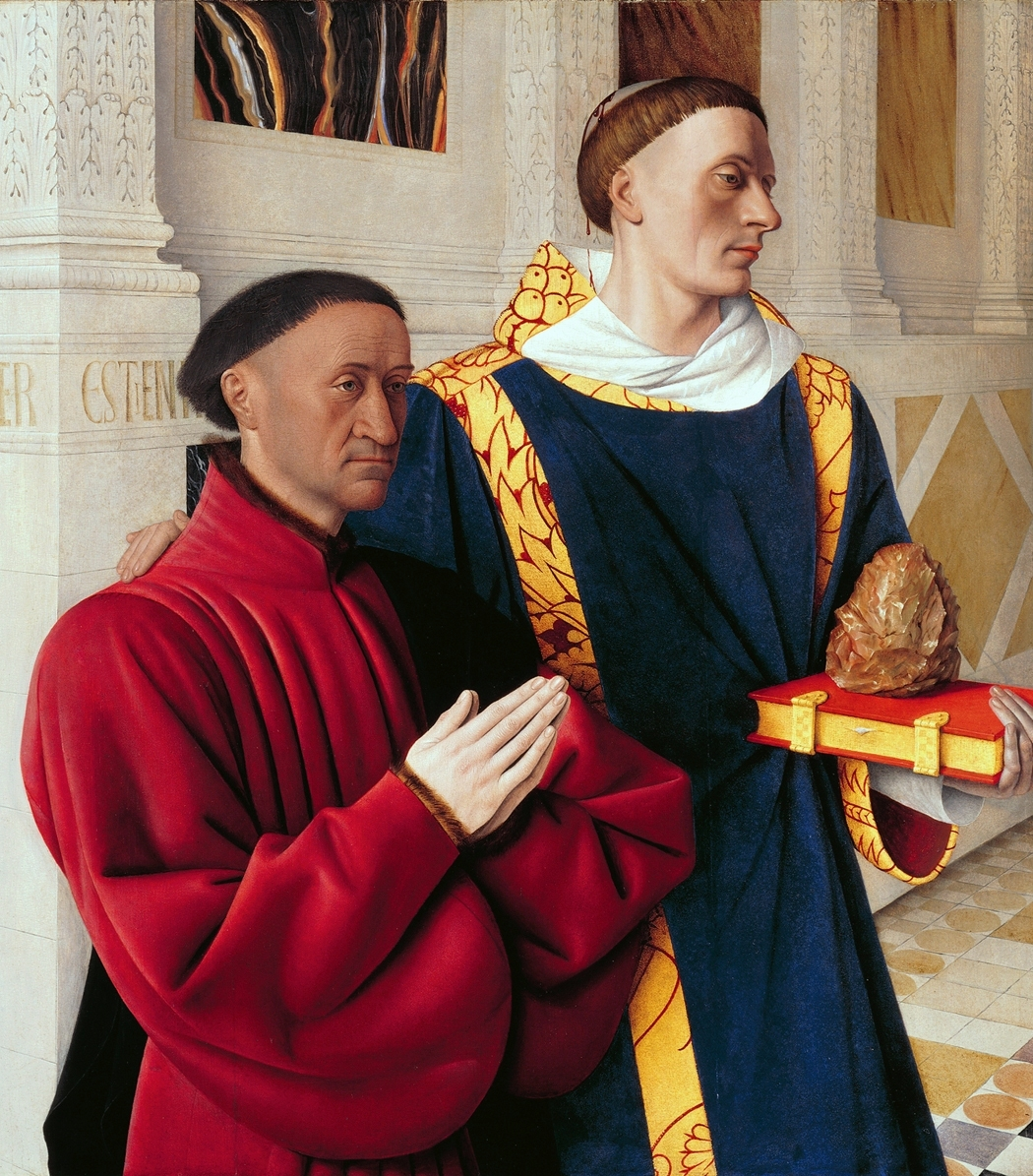
『ムランの聖母子』（1450年頃） エティエンヌ・シュヴァリエと守護聖人ステファノが描かれた左翼。
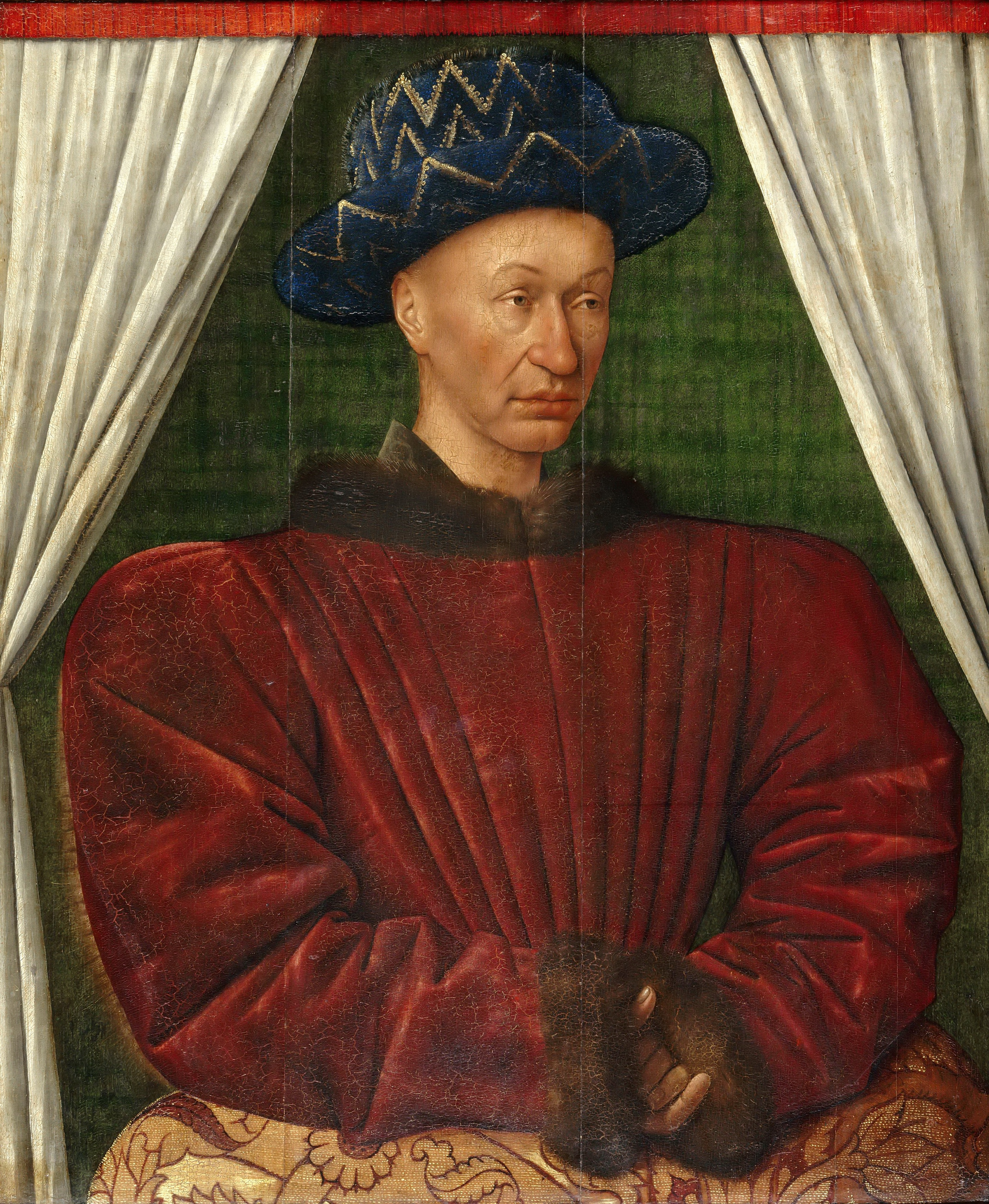
『フランス王シャルル7世の肖像』（1450年頃） ルーヴル美術館所蔵[9]。
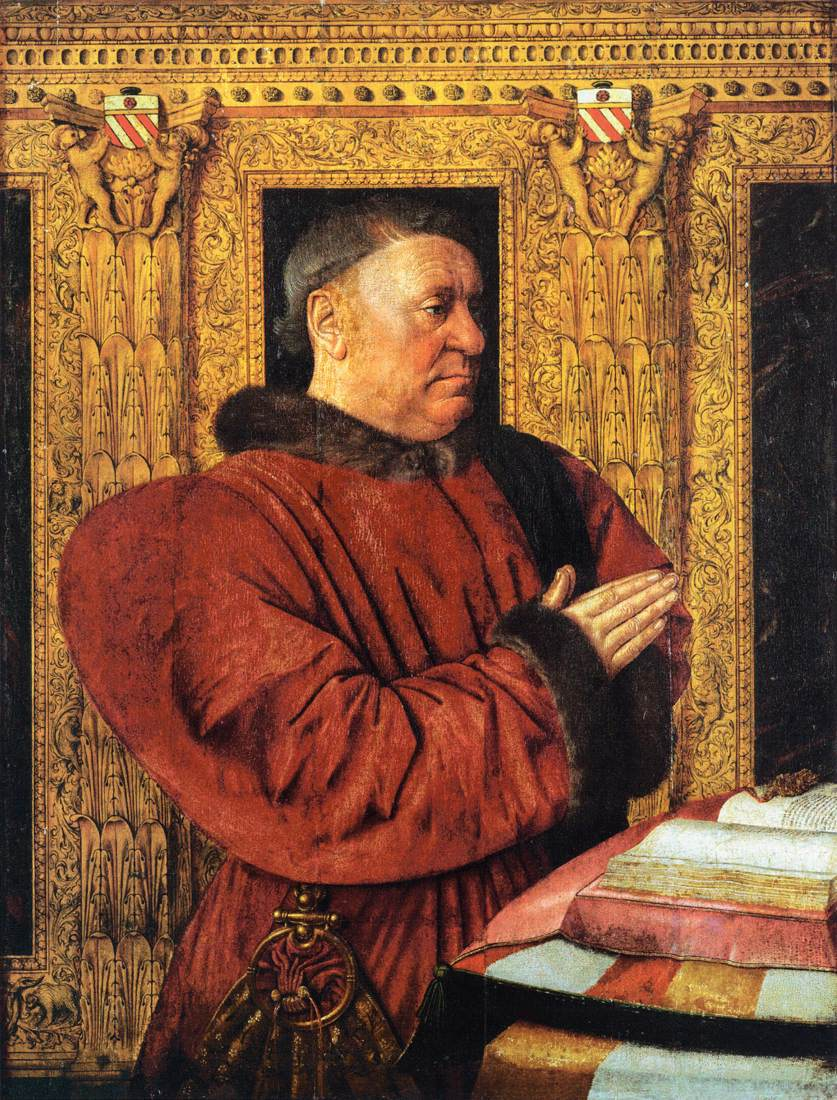
『ギヨーム・ジュヴネル・デジュルサンの肖像』ルーヴル美術館所蔵 (1460-1465年) シャルル7世治下の大法官
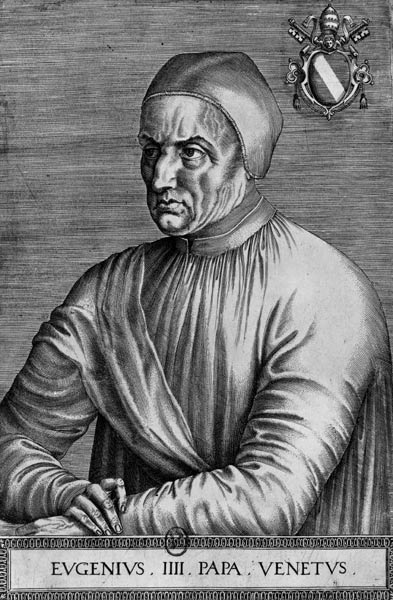
『ローマ教皇エウゲニウス4世の肖像』 1568年に描かれた模写。フーケのオリジナルは現存していない。